# Château de Châtillon-Coligny
Le château de Châtillon-Coligny, anciennement château de Châtillon-sur-Loing, est un château situé sur la commune de Châtillon-Coligny, dans le Loiret. Il possède l'une des plus grandes et anciennes orangerie de France, édifiée à la Renaissance, en contrebas du château médiéval dont il reste une grande partie du donjon. L'emprise du château et des jardins disparus est toujours conservée de nos jours, malgré l'état de retour à la nature pour une majeure partie. Un nouveau château a été édifié au-dessus de l'actuelle Orangerie.

## Histoire

### Au Moyen-Age
Le château, construit sur un plateau, domine la vallée du Loing et le cours du Milleron.
En 1059 Châtillon est un castrum aux mains des comtes de Blois et possède une simple tour de bois (Castri Castellionis vers 1120) ; en 1143, il est détruit par Louis VII et la famille de Châtillon s'éteint ; au milieu du 12e, la terre passe à la famille de Champagne ; le donjon est élevé vers 1180 par Etienne I de Sancerre ; en 1209 est fondée la collégiale Saint-Pierre ; en 1359, Louis de Melun aménage une ligne de fortification plus étendue, prolongée en 1376 autour de la ville basse ; 

### Au XVe siècle: le château des Coligny
En 1437, la terre passe au domaine des Coligny ; en 1464, Jean III de Coligny commande la terrasse au-dessus de l'orangerie, le corps de bâtiment dit le Fer à Cheval date probablement du 15e aussi ; 

### Au XVIe siècle: les grands embellissements et l'Orangerie

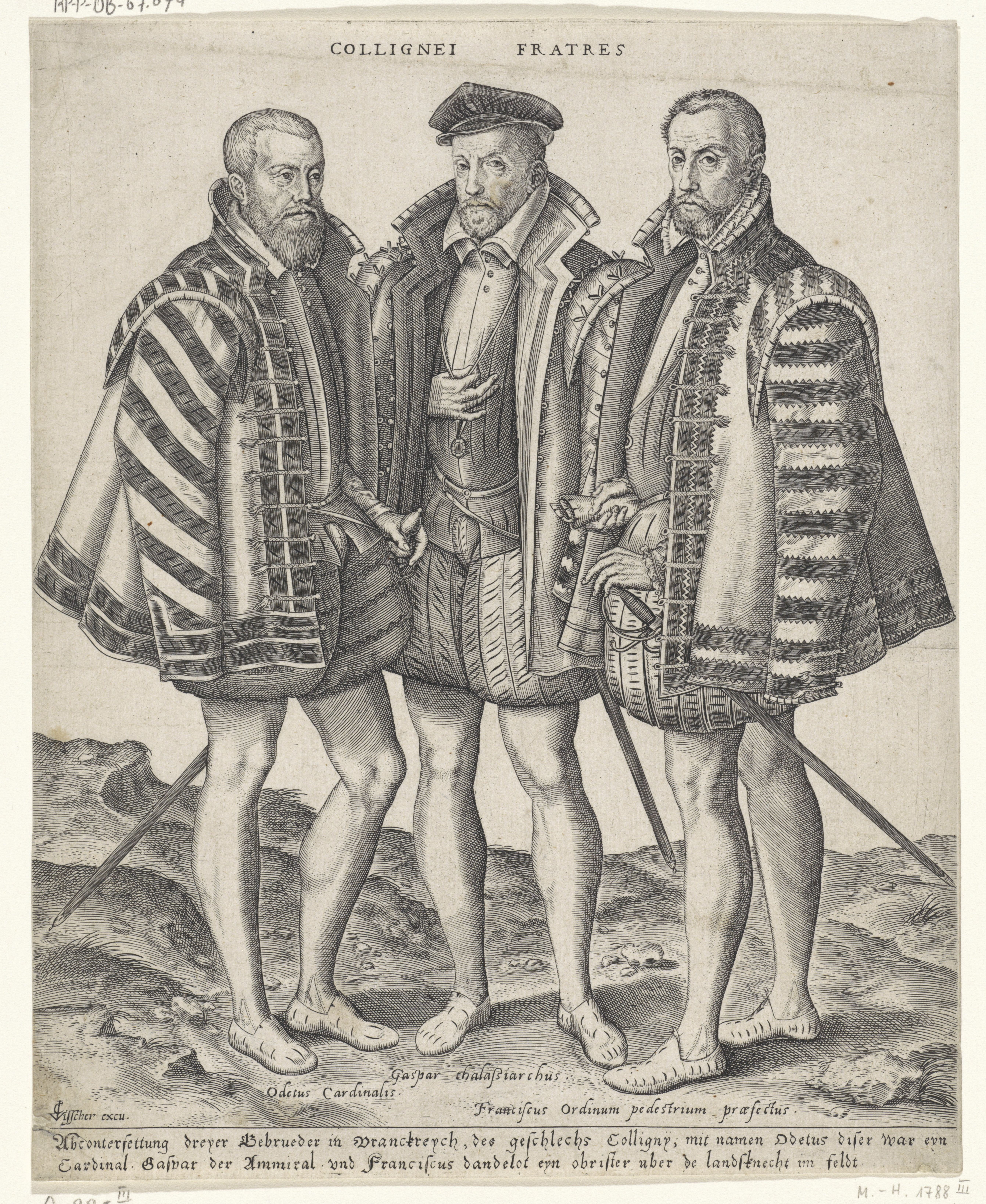
Portrait des trois frères Coligny, RP-P-1892-A-17208

De 1547 à 1562, l'amiral Gaspard II de Coligny fait élever un corps de galerie au nord du corps précédent et un autre corps à l'ouest relié au corps de galerie par un pavillon, le corps de galerie aurait été orné par Le Primatice et Jean Goujon, le pavillon contenait l'escalier ; Gaspard II fait réaliser également l'orangerie et le puits sculpté attribué à Goujon ; en 1552, il transfère la collégiale et la paroisse dans la nouvelle église située dans la ville ; pendant les guerres de Religion, on consolide l'enceinte à l'aide de six bastions ; 
En 1569, Martinangue, Gouverneur de Gien, chasse les réformés et pille le château ; en 1572, Coligny est assassiné lors de la Saint-Barthélémy : on ordonne la démolition du château qui commence par le pavillon sud, mais qui très vite s'interrompt.

### Au XVIIe siècle
En 1638, Gaspard III de Coligny commande au peintre Duchemin la décoration du château (parties déplacées à l'église et au musée).

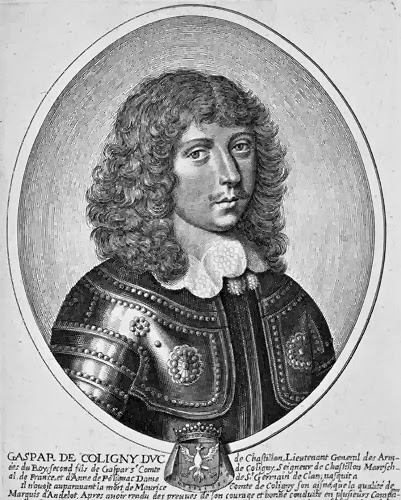
Gaspard IV de Coligny, duc de Châtillon 1620-1649

En 1645, Gaspard IV de Coligny abjure la religion protestante et en 1648, le comte de Châtillon est érigé en duché pairie ; on aurait alors construit un pavillon contenant quatre appartements, des jardins (qui n'ont pas la signature de ceux de Le Nôtre, car fort simples), les quatre pavillons d'angle du jardin, et l'escalier accédant au jardin.

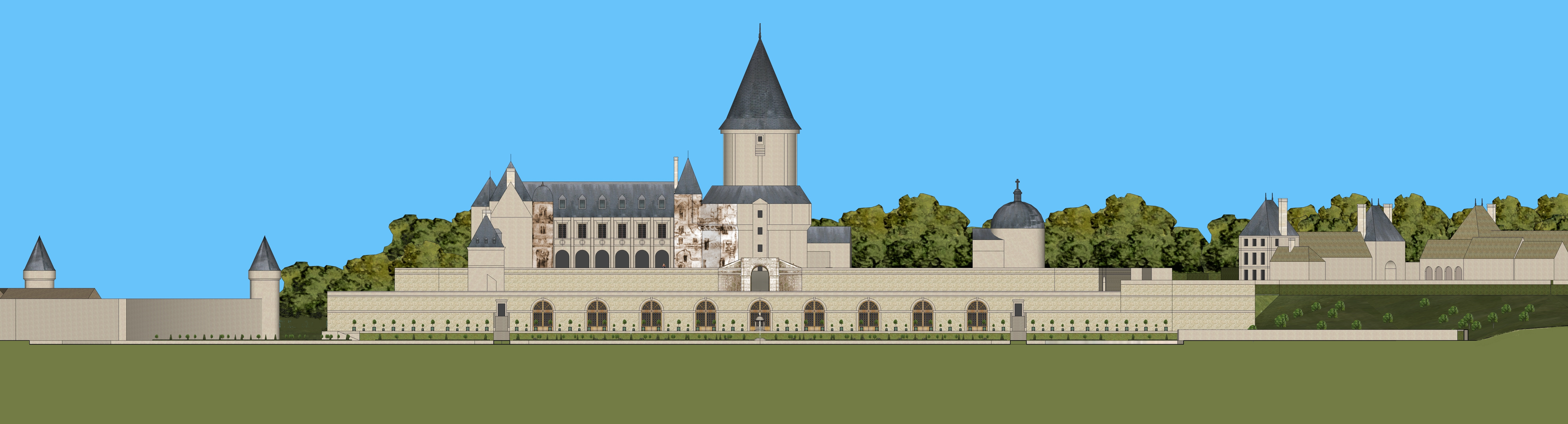
Restitution de l'élévation technique du château de Châtillon-Coligny, XVIIe siècle.

### Au XVIIIe siècle
En 1798, Antoine François Gourgeon et Hugues Montbrun, adjudicataires du château, obtiennent l'autorisation de le démolir pour en vendre le matériau.

### Au XIXe siècle: le nouveau et actuel château
En 1816, Charles Emmanuel de Montmorency Luxembourg rachète le château et fait construire, en 1854, le logis actuel dans un ancien commun ; il subsiste aujourd'hui la tour maîtresse, le puits, l'orangerie et le logis aménagé en 1854
Le château bénéficie de plusieurs protections au titre des monuments historiques : inscription en 1930 pour les terrasses et l'orangerie, classement en 1949 pour le donjon et le puits.

## Description détaillée

### Les jardins

#### Au XVIIe siècle
Les jardins du Grand Siècle reprennent la structure créée à la Renaissance : seul le tracé du grand parterre change quelque peu par rapport aux rectangles systématiques du jardin Renaissance. Les différents espaces se répondaient : Château sur la hauteur au centre, ville fortifiée, grand parterre et basse-cour située en hauteur à l'est. Le grand parterre était au coeur de tout le dispositif scénique de l'emplacement des constructions. 

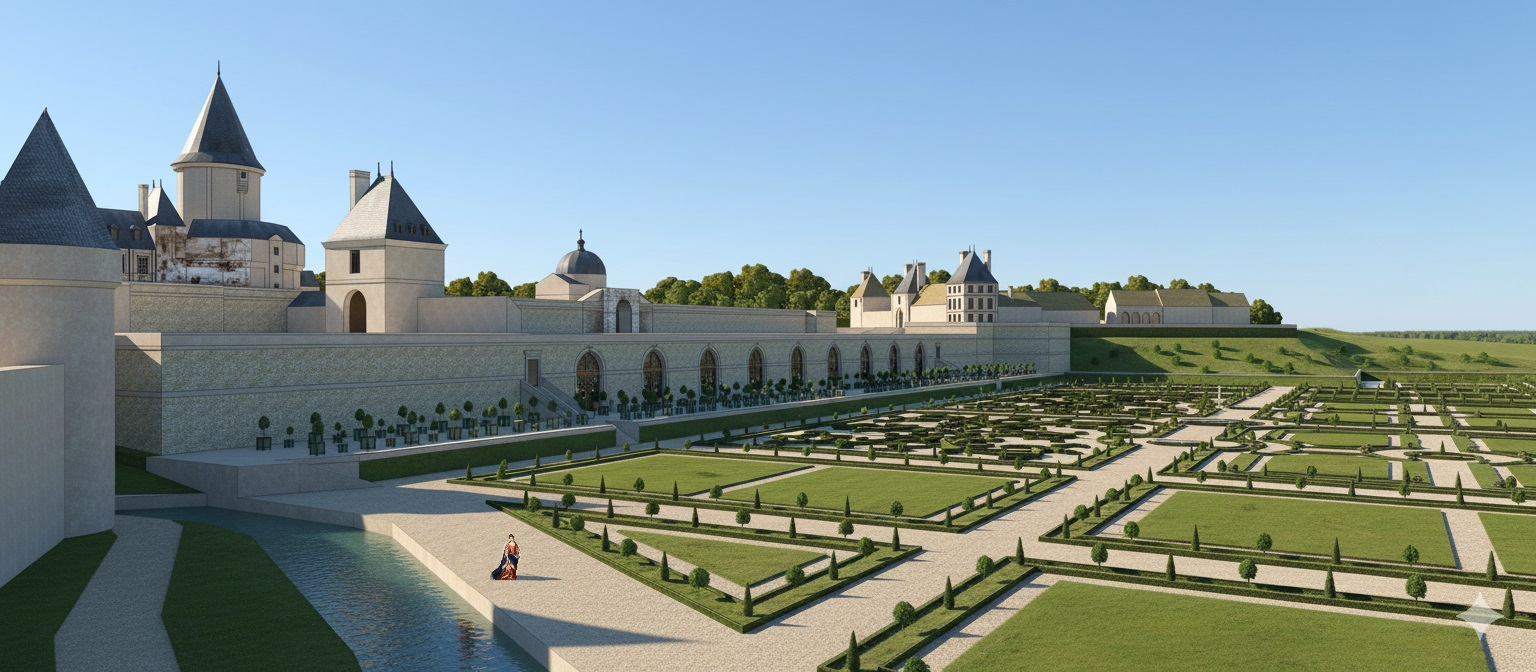
Restitution du château de Châtillon Coligny, au XVIIe siècle. Vue depuis la muraille de la ville.
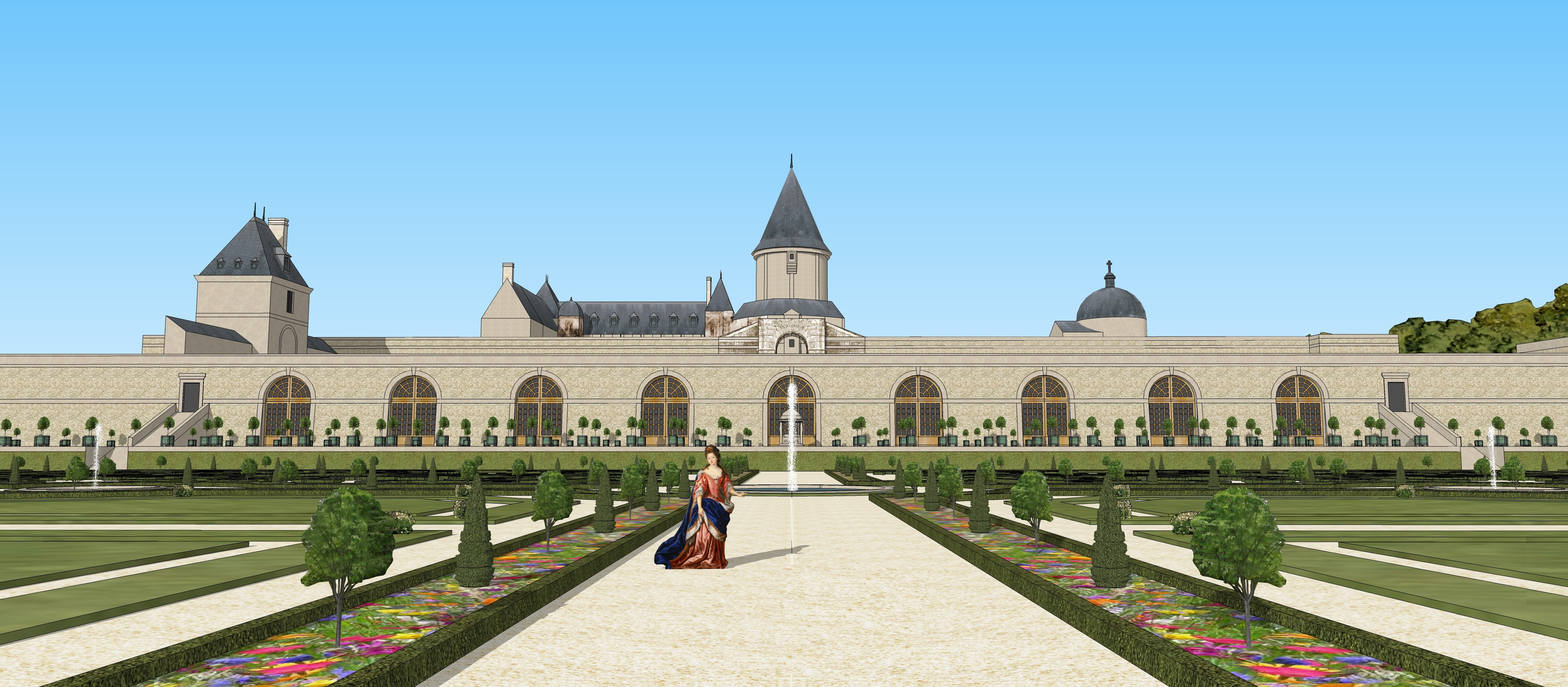
Restitution du château de Châtillon Coligny, au XVIIe siècle. Vue depuis l'allée centrale du parterre.
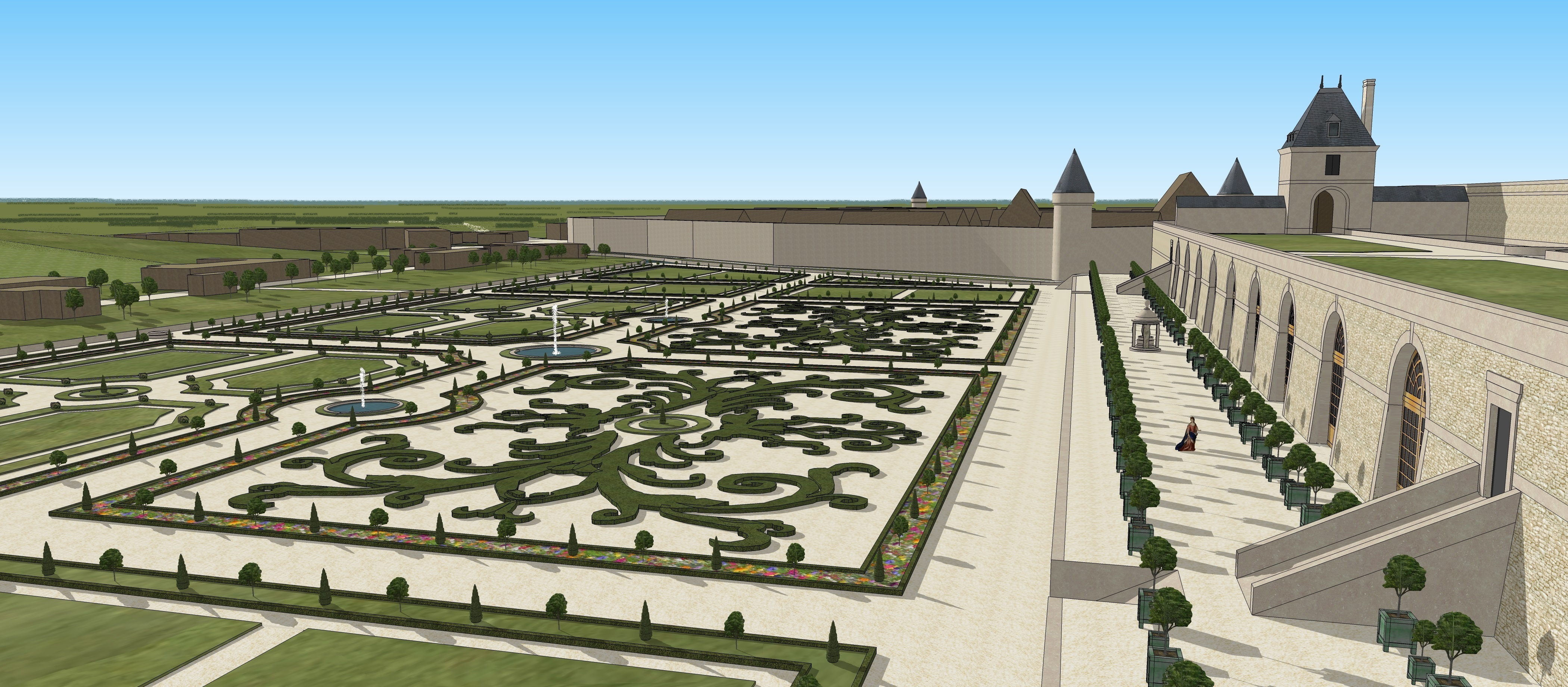
Restitution du château de Châtillon Coligny, au XVIIe siècle. Vue depuis le bastion sur le parterre et la ville fortifiée.
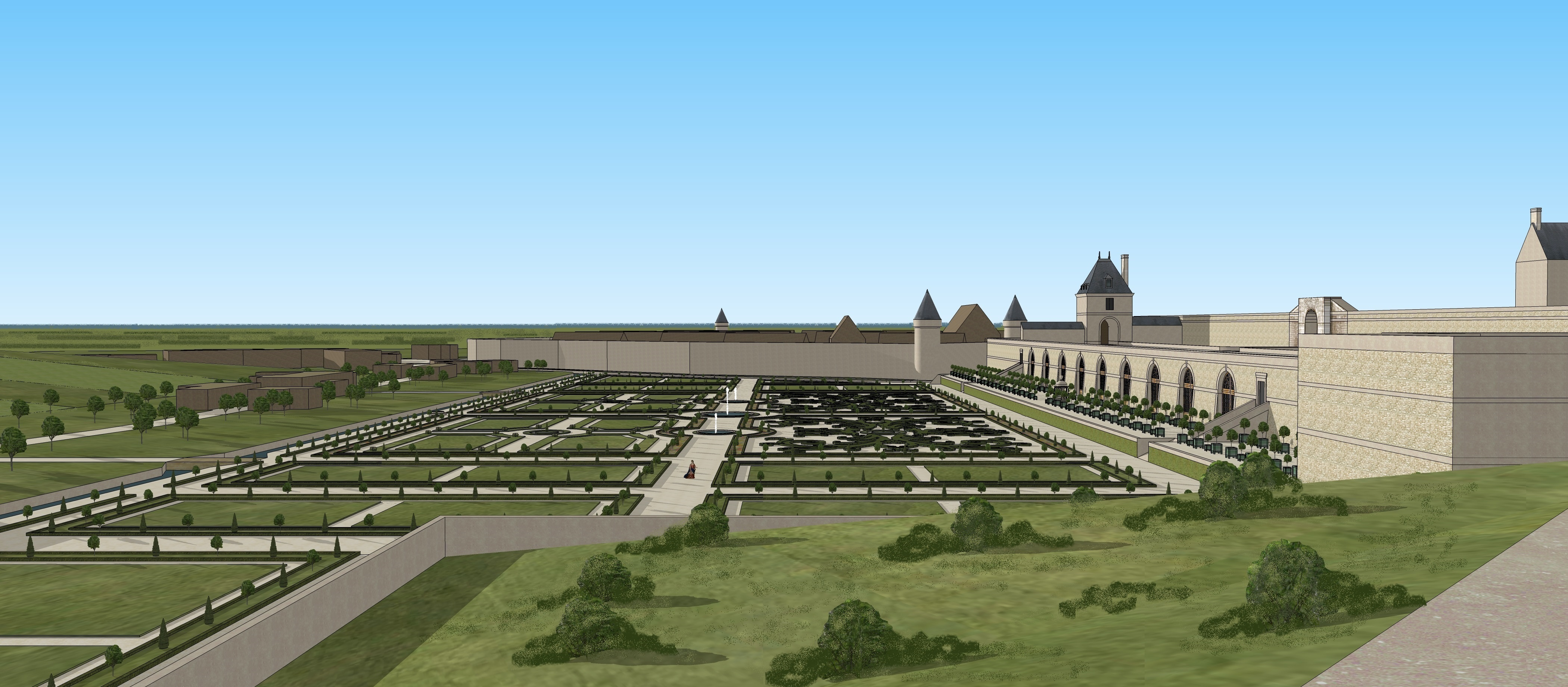
Restitution de la vue sur le parterre et l'Orangerie du château de Châtillon-Coligny, au XVIIe siècle, depuis le bout de la basse-cour.
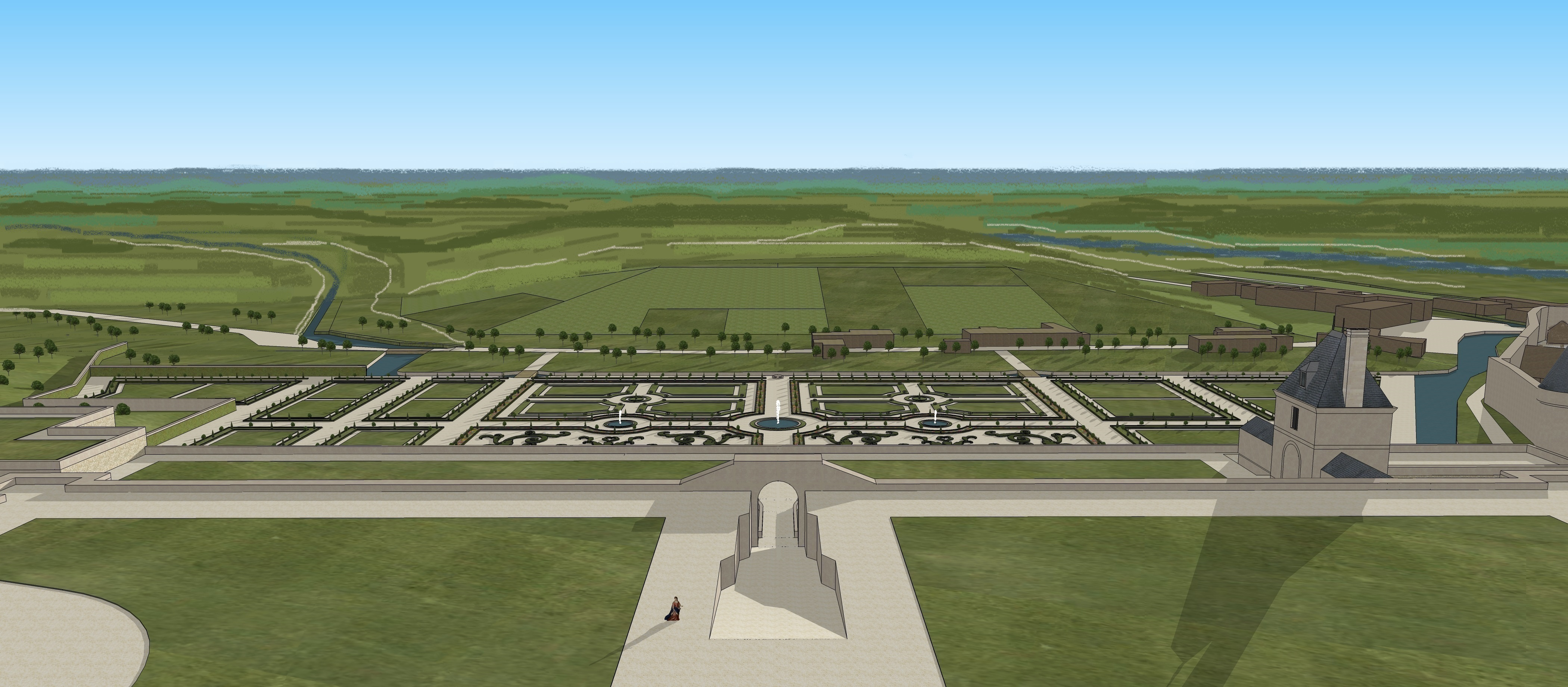
Schéma de la vue depuis le haut du donjon du château de Châtillon-Coligny, au XVIIe siècle.
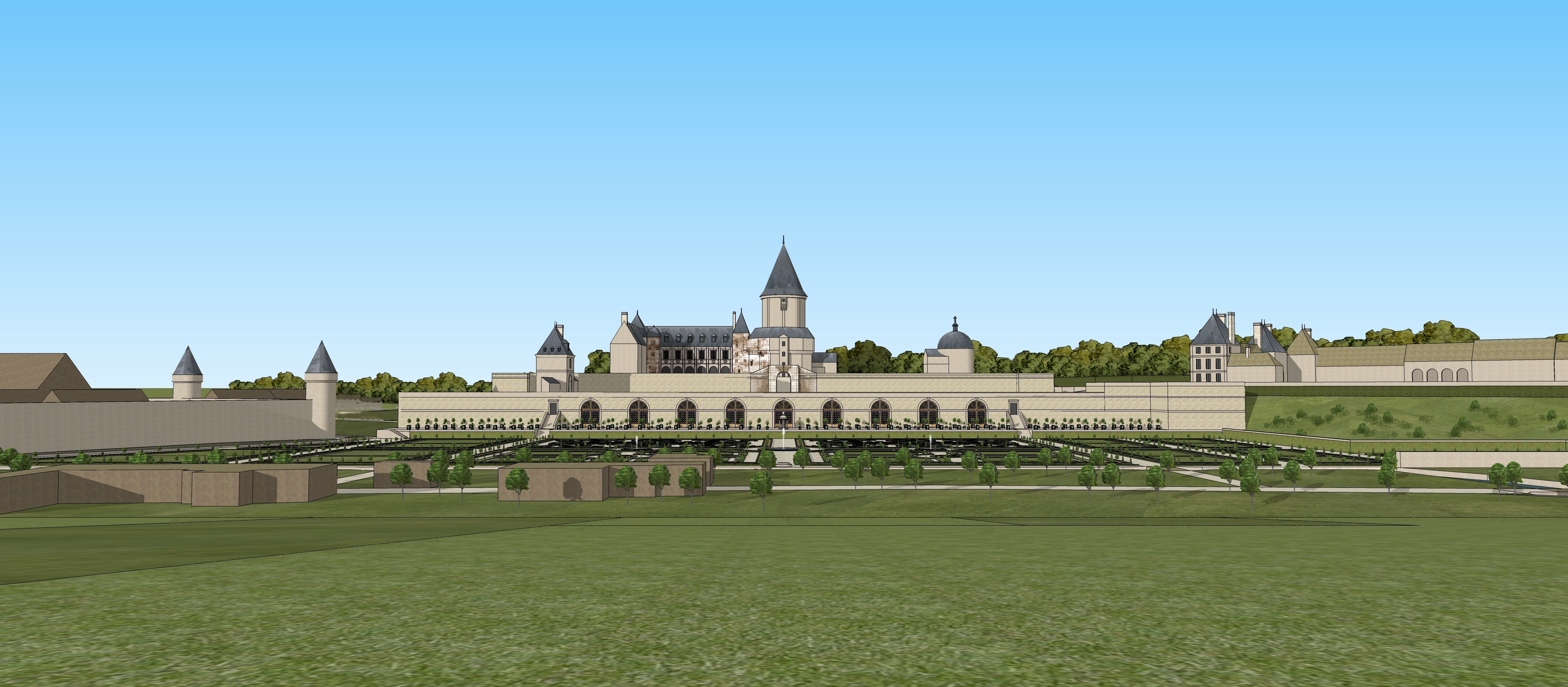
Restitution de la vue depuis la colline située en face du château de Châtillon-Coligny, XVIIe siècle.